# Michaił Jasnow
Michaił Aleksiejewicz Jasnow (ros. Михаил Алексеевич Яснов; ur. 23 maja?/5 czerwca 1906 w obwodzie kostromskim, zm. 23 lipca 1991 w Moskwie) – radziecki polityk, prezes Rady Ministrów Rosyjskiej Federacyjnej Socjalistycznej Republiki Radzieckiej (RFSRR) (1956–1957), deputowany do Rady Najwyższej ZSRR (1950–1986), przewodniczący Prezydium Rady Najwyższej RFSRR (1966–1985), Bohater Pracy Socjalistycznej (1976).

## Życiorys
W latach 1928–1930 służył w Armii Czerwonej, następnie pracował w komitecie wykonawczym rady miasta Moskwy, odpowiedzialny m.in. za sprawy budowlane, podczas obrony Moskwy 1941/1942 nadzorował budowanie umocnień i wałów. W okresie od 1949 do 1950 zastępca ministra rozwoju miast ZSRR, od 1950 do 1956 przewodniczący Komitetu Wykonawczego Rady Miasta Moskwy, a od 24 stycznia 1956 do 19 grudnia 1957 był prezesem Rady Ministrów RFSRR, następnie do 23 grudnia 1966 zastępca prezesa. Później został przewodniczącym Rady Najwyższej RFSRR i pozostawał na tym stanowisku aż do 26 marca 1985 roku. Pochowany na Cmentarzu Trojekurowskim w Moskwie.

## Odznaczenia
- Medal Sierp i Młot Bohatera Pracy Socjalistycznej (1976)
- Order Lenina (siedmiokrotnie)
- Order Czerwonego Sztandaru
- Order Czerwonego Sztandaru Pracy
- Order Czerwonej Gwiazdy